# Litsea buinensis
Litsea buinensis är en lagerväxtart som beskrevs av André Joseph Guillaume Henri Kostermans. Litsea buinensis ingår i släktet Litsea och familjen lagerväxter. Inga underarter finns listade i Catalogue of Life.